# Roman Michałowski (historik)
Roman Michałowski (* 1949 Vratislav) je polský historik.
Vystudoval historii na Varšavské univerzitě. Na stejné univerzitě získal doktorát v roce 1979 a prošel habilitaci v roce 1990. Michałowski pracuje na univerzitě ve Varšavě od roku 1972. Získal titul profesora v roce 2006.
Roman Michalowski je redaktorem časopisu Kwartalnik Historyczny.